# Sam Appleton
Pour les articles homonymes, voir Appleton.
Samuel Appleton, né le 20 avril 1990 à Sydney, est un triathlète professionnel australien, multiple vainqueur sur triathlon Ironman et Ironman 70.3.

## Biographie
Sam Appleton est né à Sydney et a grandi à Byron Bay au nord de la capitale de Nouvelle-Galles du Sud en Australie. Il vit aujourd'hui à Boulder au Colorado (États-Unis).

## Palmarès
Le tableau présente les résultats les plus significatifs (podium) obtenus sur le circuit international de triathlon depuis 2012,,.
| Année | Compétition                     | Pays       | Position          | Temps           |
| ----- | ------------------------------- | ---------- | ----------------- | --------------- |
| 2024  | Ironman Australie               | Australie  | Médaille d'or     | 7 h 57 min 32 s |
| 2024  | Ironman Canada                  | Canada     | Médaille d'argent | 7 h 5 min 37 s  |
| 2022  | Ironman 70.3 Geelong            | Australie  | Médaille d'or     | 3 h 49 min 41 s |
| 2019  | Ironman 70.3 Waco               | États-Unis | Médaille d'or     | 3 h 47 min 15 s |
| 2019  | Ironman 70.3 Santa Rosa         | États-Unis | Médaille d'or     | 3 h 46 min 3 s  |
| 2018  | Ironman 70.3 Geelong            | Australie  | Médaille d'or     | 3 h 45 min 53 s |
| 2018  | Ironman 70.3 Santa Rosa         | États-Unis | Médaille d'or     | 3 h 16 min 39 s |
| 2018  | Ironman 70.3 Los Cabos          | Mexique    | Médaille d'or     | 3 h 48 min 43 s |
| 2017  | Challenge Melbourne             | Australie  | Médaille d'or     | 3 h 44 min 51 s |
| 2017  | Ironman 70.3 Geelong            | Australie  | Médaille d'or     | 3 h 49 min 41 s |
| 2017  | Ironman 70.3 Racine             | États-Unis | Médaille d'or     | 3 h 10 min 35 s |
| 2017  | Ironman 70.3 Santa Rosa         | États-Unis | Médaille d'or     | 3 h 46 min 47 s |
| 2017  | Ironman 70.3 Eagleman           | États-Unis | Médaille d'or     | 3 h 46 min 34 s |
| 2016  | Ironman 70.3 Buenos Aires       | Argentine  | Médaille d'or     | 3 h 45 min 33 s |
| 2015  | Ironman 70.3 Austin             | États-Unis | Médaille d'or     | 3 h 51 min 16 s |
| 2015  | Ironman 70.3 Cairns             | Australie  | Médaille d'or     | 3 h 48 min 55 s |
| 2015  | Ironman 70.3 Busselton          | Australie  | Médaille d'or     | 3 h 44 min 28 s |
| 2015  | Vineman Ironman 70.3            | États-Unis | Médaille d'or     | 3 h 43 min 46 s |
| 2015  | Challenge Batemans Bay          | Australie  | Médaille d'or     | 3 h 57 min 29 s |
| 2013  | Ironman 70.3 Canberra           | Australie  | Médaille d'or     | 3 h 54 min 53 s |
| 2012  | Batemans Bay Ultimate Triathlon | Australie  | Médaille d'or     | 3 h 56 min 25 s |